# Diego de Rojas y Contreras
Diego de Rojas y Contreras (Valladolid, 26 de julio de 1700-Murcia, 10 de noviembre de 1772) fue un clérigo y político español del siglo XVIII.

## Biografía
Nacido en Valladolid, era el quinto hijo de los marqueses de Villanueva de Duero (Diego de Rojas Ortega, consejero de Indias, Órdenes y Cruzada, y María de Contreras y Contreras, señora de Villamarciel). Su hermano, Bernardo de Rojas y Contreras, llegó a ser ministro del Consejo de Hacienda. 
En 1712 obtuvo el hábito de caballero de la Orden de Calatrava.
Fue colegial de Colegio Mayor de San Bartolomé de la Universidad de Salamanca, donde se integró en las redes clientelares de los colegiales golillas. Miembro de la Compañía de Jesús (jesuita profeso de cuarto voto), fue sucesivamente Obispo de Calahorra y Obispo de Cartagena (1753-1772).

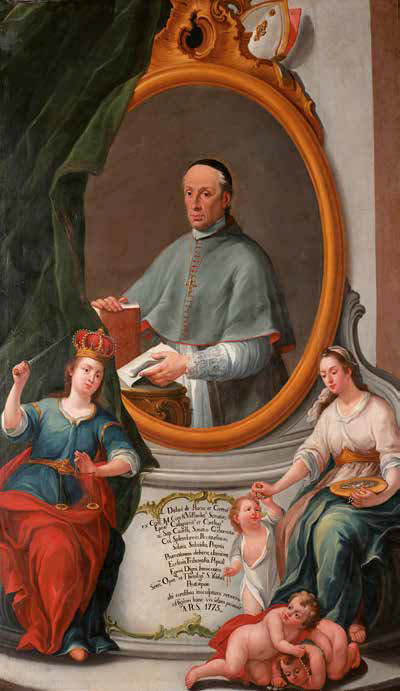
Paulino Pedemonte, Retrato alegórico de Diego de Rojas y Contreras, 1773. Murcia, Palacio Episcopal.

Fue preconizado obispo de Cartagena el 12 de marzo de 1753. Durante su mandato se terminó de construir el Palacio Episcopal de Murcia y la cárcel eclesiástica entre el propio palacio y el Seminario Mayor de San Fulgencio.
Fue nombrado fiscal y oidor de la Real Chancillería de Valladolid y por último, gobernador del Consejo de Castilla.
En 1766 se vio afectado por el motín de Esquilache, durante el que firmó una carta (en cuya redacción intervino Luis Velázquez, marqués de Valdeflores) dirigida al rey Carlos III, que había partido de Madrid a Aranjuez para alejarse del motín. Según el obispo, la carta fue firmada bajo presión de los amotinados, que le tenían secuestrado en su propia casa. No obstante, la Pesquisa Secreta dirigida por Pedro Rodríguez Campomanes le atribuyó alguna responsabilidad en el propio motín, y aunque no fue encausado por ello, fue privado de sus cargos políticos.
Era significativo que otros colegiales de San Bartolomé ocuparan en el momento del motín puestos clave en Madrid: el corregidor Alonso Pérez Delgado y el presidente de la Sala de Alcaldes Francisco Mata Linares.
En 1767 se produjo la expulsión de la Compañía de Jesús.
Murió el 10 de noviembre de 1772 en el Palacio Episcopal. Fue enterrado en el convento de las Madres Capuchinas del Santísimo Sacramento de Murcia.